# Bumetopia lutaoana
Bumetopia lutaoana là một loài bọ cánh cứng trong họ Cerambycidae.